# 姜英署
姜英署（韩语：／，1997年7月19日—），韩国女子高山滑雪运动员，生于首爾。曾入选2014年冬季奧林匹克運動會韓國代表團参加2014年冬季奧林匹克運動會高山滑雪比賽。